# Parc national de Bandhavgarh
Le parc national de Bandhavgarh (Devanagari: बांधवगढ राष्ट्रीय उद्दान) est situé dans le district d'Umaria de l'État du Madhya Pradesh en Inde.
L'un des parcs nationaux le plus populaire en Inde, Bandhavgarh a été déclaré parc national en 1968, avec une superficie de 105 km2. Le tampon est réparti sur les divisions forestières d'Umaria et Katni et totalise 820 km2.
Le parc tire son nom de Bandhavgarh (qui signifie en sanskrit Le fort du Frère) de la butte la plus proéminente de la région, qui aurait été confiée par le dieu Rāma à son frère cadet Lakshmana pour surveiller Lanka l'île forteresse du légendaire roi démon Ravana. Le fort de Bandhavgarh est construit sur cette colline.
Ce parc a une grande biodiversité. La densité de la population de tigres à Bandhavgarh est l'une des plus élevées en Inde et le parc a une grande population reproductrice de léopards, ainsi que diverses espèces de cerfs.

## Histoire

### Histoire du fort
En dehors de la légende relative au nom du fort, aucun donnée n'est disponible permettant de savoir quand le fort de Bandhavgarh a été construit. Cependant, on estime que le site est occupé depuis environ 2 000 ans grâce à des références dans des écrits anciens, le « Narad-Panch Ratra » et le « Shiva Purana ».
Plusieurs dynasties ont régné toutefois sur le fort ; en particulier, les Maurya à partir du IIIe siècle av. J.-C., les Vakataka du IIIe siècle au Ve siècle, les Sengars — un clan Rajput — depuis le Ve siècle, puis les Kalachuris de Tripuri du Xe siècle. Au XIIIe siècle, les Baghela gouvernèrent Bandhavgarh et ce jusqu'à 1617, lorsque le maharaja Vikramaditya Singh déplaçât sa capitale à Rewâ.

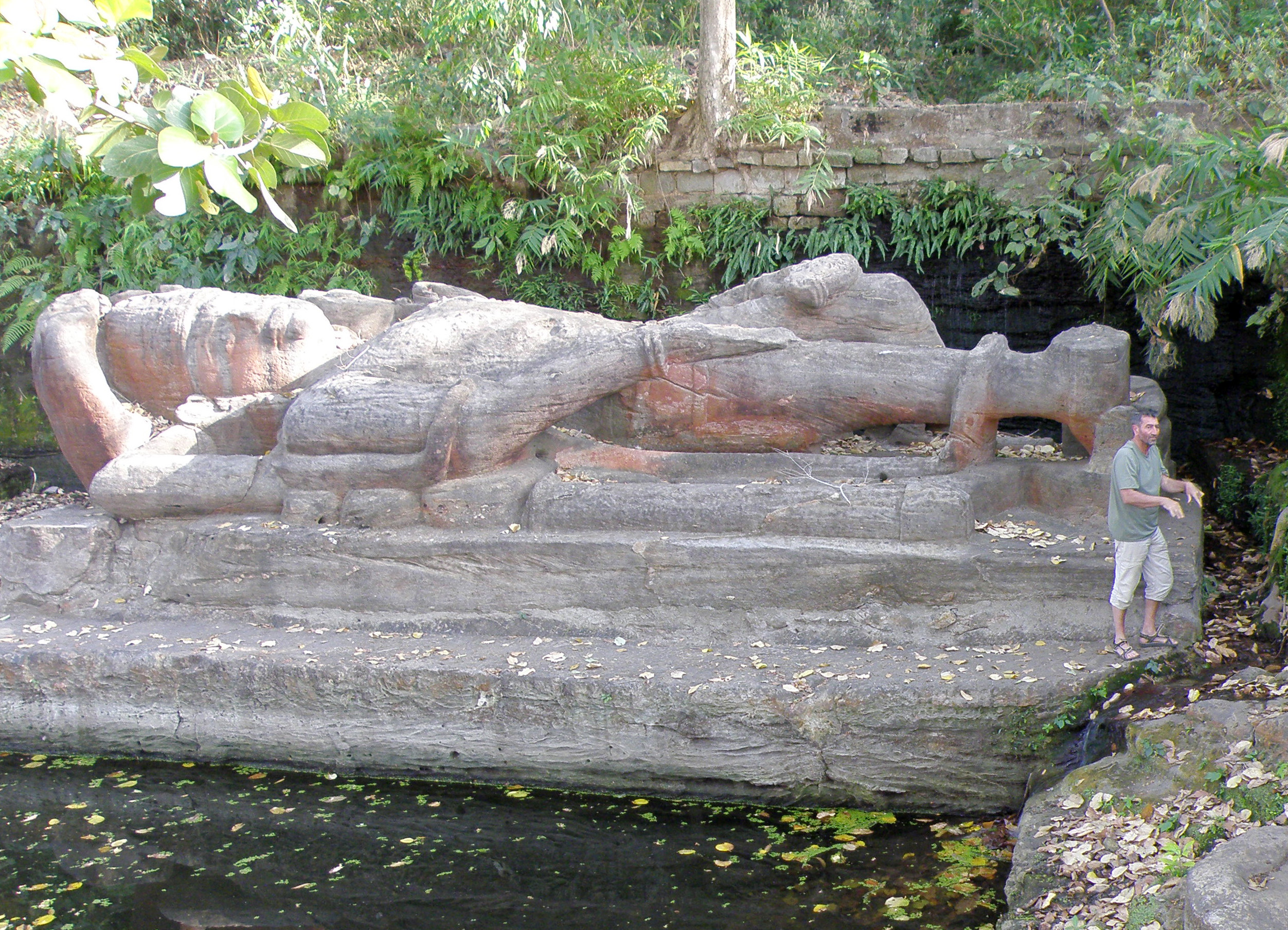
Statue de Shesh Shaiya (Vishnou couché) dans le parc.

La principauté de Rewâ doit ses origines à la fondation d'un état en 1234 par Vyaghra Dev, un descendant des Vâghelâ du Gujarat. Il épousât la fille du Raja de Pirhawan et conquit le territoire entre Kalpî et Chandalgarh. Karan Dev, fils de Vyaghra Dev, épousât la fille du Raja de Ratanpur qui apportât en dot Bandhogarh (désormais Bandhavgarh).
Il y a 39 grottes dans le fort de Bandhavgarh et dans les collines environnantes dans un rayon d'environ 5 km. La plus ancienne grotte date du Ier siècle. Plusieurs grottes portent des inscriptions en écriture Brahmi. Certaines grottes présentent des gravures en relief figurant des tigres, des sangliers, des éléphants et des cavaliers. Badi gufa, la plus grande grotte, a une large entrée, neuf petites salles et plusieurs piliers. Elle a été datée du Xe siècle. La grotte semble être primitive, sans les statues élaborées ni les sculptures visibles dans les grottes de la période bouddhiste et sa destination est un mystère.
Non loin du fort on peut voir une grande statue monolithique du dieu hindou Vishnou couché, appelée Shesh Shaiya (ou Sesh Shai).
Les derniers habitants ont déserté le fort en 1935.

### Histoire du parc
Le parc national de Bandhavgarh est un parc avec un passé historique riche. Avant de devenir un parc national, les forêts autour de Bandhavgarh avait longtemps été maintenu comme un Shikargah ou réserve de gibier, des Maharajas et de leurs invités.
En 1947, l'état princier de Rewâ est fusionné avec le Madhya Pradesh, Bandhavgarh devient donc soumis aux règlements de cet état, mais le maharaja de Rewâ conserve encore les droits de chasse. Aucune mesure de conservation spéciale n'est prise jusqu'en 1968, date à laquelle ces zones ont été constituées en parc national. Depuis lors, de nombreuses mesures ont été prises pour conserver au parc son statut d'habitat naturel préservé.

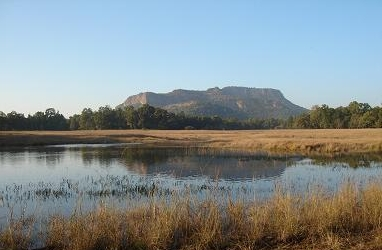
Fort de Bandhavgarh.

Le "projet tigre" a été instauré en 1972, puis la loi de protection de la vie sauvage de 1972 (Wildlife Protection Act) est entrée en vigueur. Les gestionnaires ont alors réalisé que la protection de seulement 105 km2 de Bandhavgarh n'était pas suffisante, de sorte qu'en 1982, trois zones supplémentaires, à savoir « Khitauli », « Magdhi » et « Kallawah », ont été ajoutées à la zone initiale de « Tala » pour étendre le parc à 448 km2.
Le projet tigre a ensuite étendu ses activités et sa zone d'influence, Bandhavgarh et en 1993 d'une zone centrale de 694 km2 a été adjointe, puis pour rejoindre le « sanctuaire de Panpatha » une zone tampon de 437 km2 a été instaurée. Cet ensemble constitue aujourd'hui la réserve de tigres de Bandhavgarh et ses 1 536 km2 .
Le maharaja Martand Singh (1923-1995) de Rewâ a capturé le premier tigre blanc dans cette région en 1951. Ce tigre blanc, Mohan, est maintenant naturalisé et exposé dans le palais des maharajas de Rewâ.
Historiquement, les villageois et leur bétail ont souvent menacé le tigre. La progression des activités minières autour du parc met également les tigres en danger.

## Flore
Selon la classification biogéographique, la zone est située dans la péninsule du Deccan, au centre des Highlands. L'écorégion est celle de la forêt caducifoliée humide du nord de l'Inde.
La végétation est principalement de la forêt de sal (shorea robusta) dans les larges vallées le long des ruisseaux et sur les pentes inférieures, évoluant progressivement en forêt mixte à feuilles caduques sur les collines, avec des bosquets denses de bambous dans les zones plus chaudes du parc au sud et à l'ouest.

## Faune
Avec le tigre au sommet de la chaîne alimentaire, le parc contient 37 espèces de mammifères. Selon les autorités forestières, il y a plus de 250 (certains disent 350) espèces d'oiseaux, environ 80 espèces de papillons, un certain nombre de reptiles.
La richesse et la tranquillité des prairies invite les couples de grue antigone à se reproduire pendant la saison des pluies.
Une des plus grandes attractions de ce parc national est l'observation du tigre (Panthera tigris tigris). Bandhavgarh a une densité très élevée de tigres dans les replis de ses jungles. Dans les 105 km2 de parcs ouverts aux touristes il y aurait 22 tigres, soit une densité d'un tigre pour 4,77 km2, selon une estimation de 2001.

La population totale de tigres dans le parc en 2012 était d'environ 44 à 49 animaux. La devise du parc est d'ailleurs :  
« Dans tout autre parc, vous avez de la chance si vous voyez un tigre. A Bandhavgarh, vous avez de la malchance si vous n'en voyez pas (au moins) un. »
La réserve est densément peuplée d'autres espèces: le gaur, ou bison indien, est maintenant éteint ou a migré ailleurs; Le Sambar, le Muntiacus et le Nilgaut  sont communs dans les zones ouvertes du parc.
On peut observer le loup des Indes, l'hyène rayée et le caracal, ce dernier étant un habitant des zones ouvertes.
La réserve regorge de cerf axis qui est la principale proie du tigre et du léopard indien (Panthera pardus fusca). Occasionnellement on voit, la mangouste indienne, plusieurs espèces de chauves-souris nombreuses dans les grottes, le sanglier et bien d'autres mammifères.
En 2017, dans le cadre d'une étude menée sur la dispersion des tigres dans le parc, un piège photographique a révélé pour la première fois  la présence du Chat pêcheur (Prionailurus viverrinus) dans la zone Kallwah du parc.

Trente sept espèces de mammifères
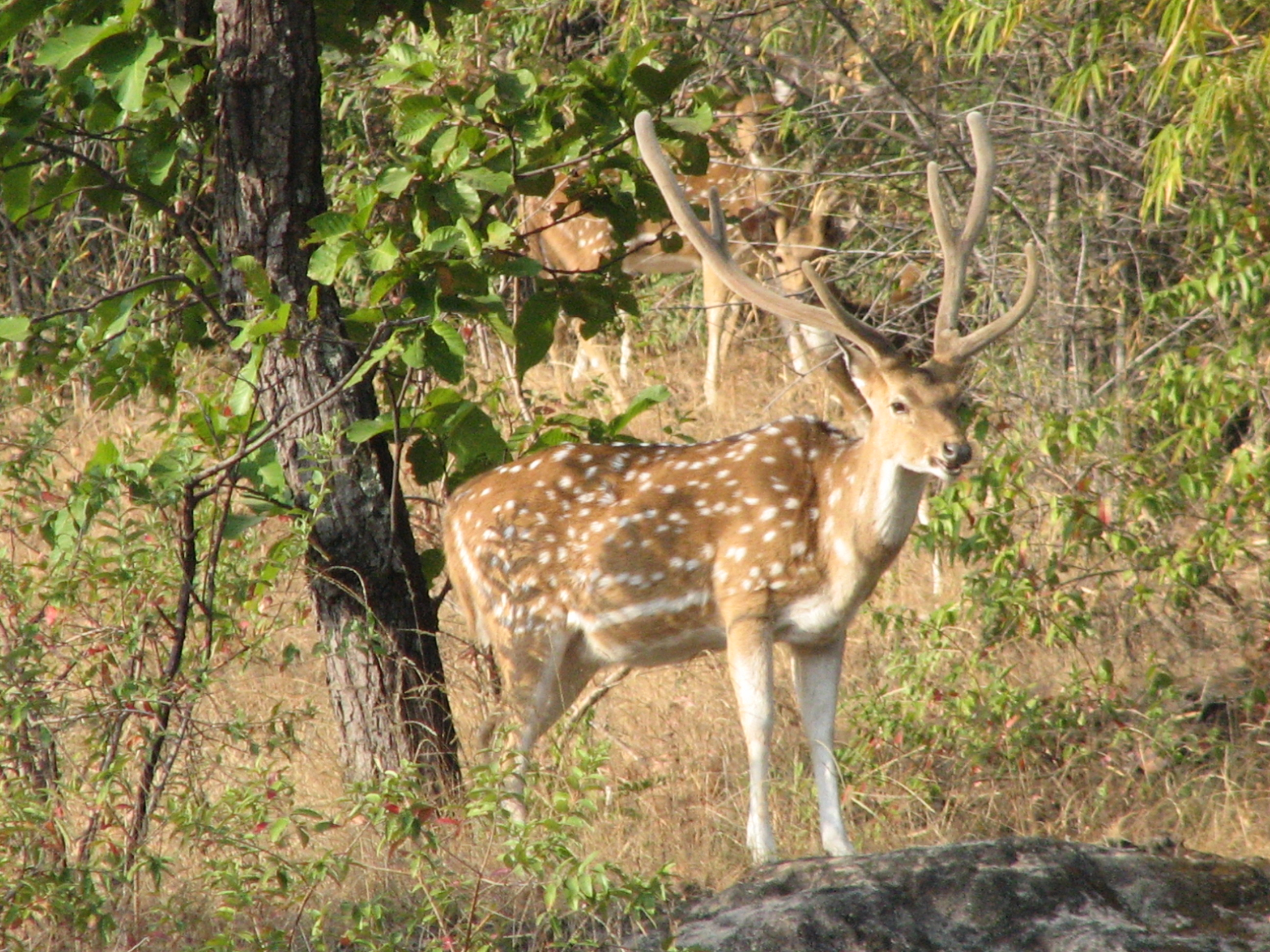
Cerf axis.
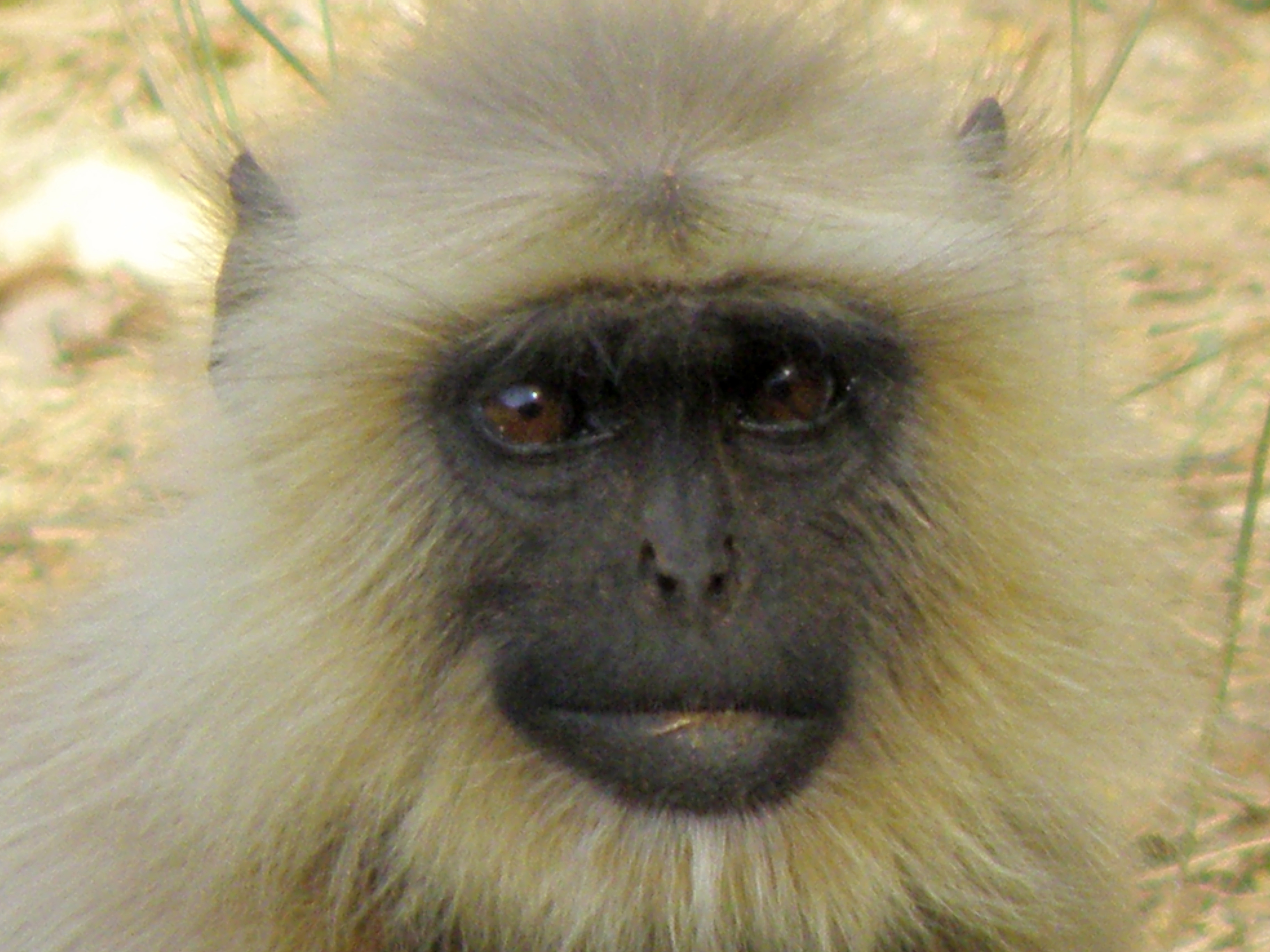
Langur.
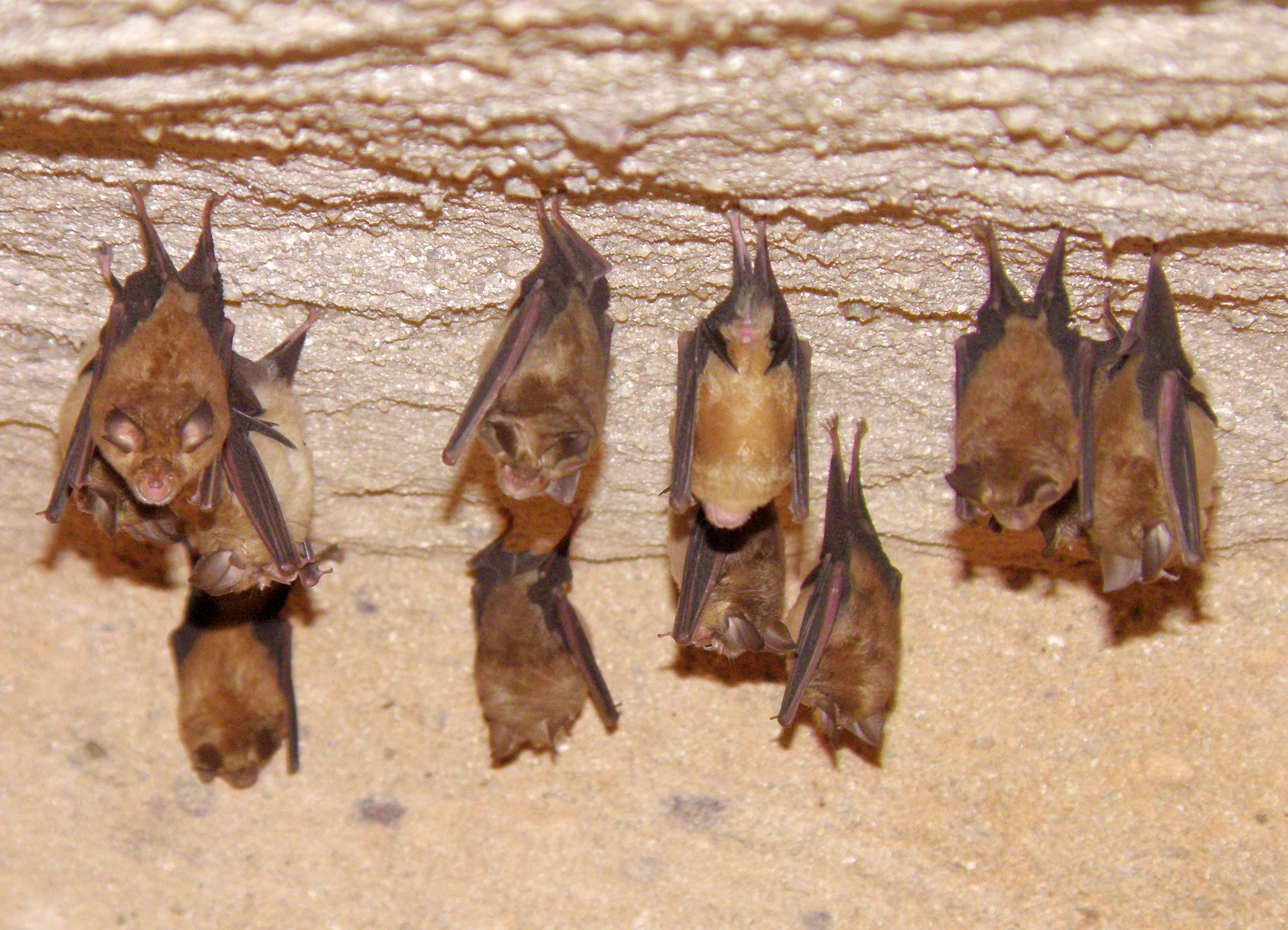
Chauves-souris.
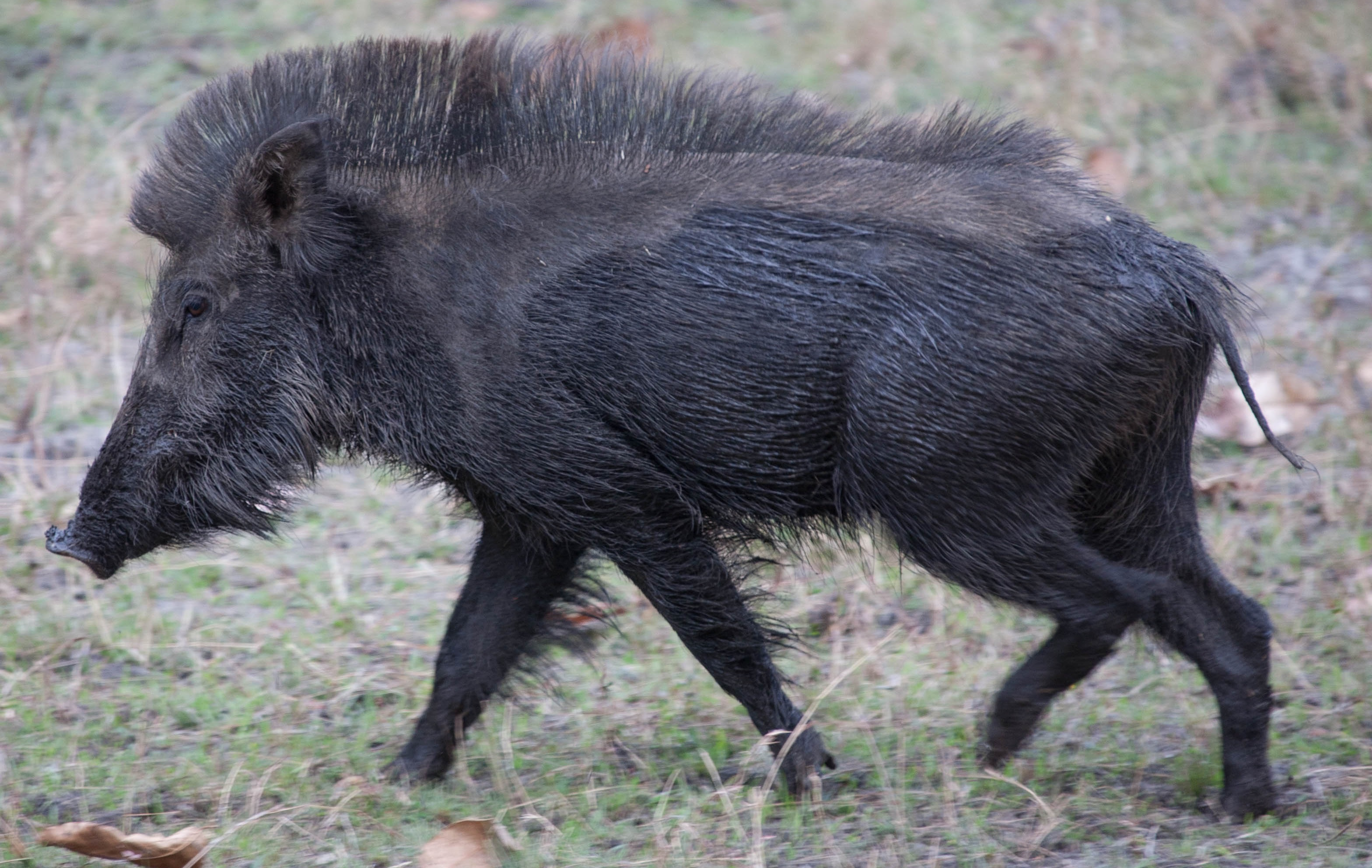
Sanglier.

### Une dynastie de tigres du Bengale
Bandhavgarh a l'une des densités les plus élevées au monde de tigres du Bengale et est le foyer de certains tigres célèbres par leur taille et leur beauté. 
- Charger, un animal nommé ainsi en raison de son habitude de charger les éléphants et les touristes (qu'il n'a néanmoins jamais agressés), était le premier mâle sain resté en vie dans Bandhavgarh depuis les années 90.
- Sita une femelle qui a fait la couverture de National Geographic et est considérée comme le deuxième tigre le plus photographié dans le monde, a également habité Bandhavgarh pendant de nombreuses années. Presque tous les tigres actuels de Bandhavgarh sont les descendants de Sita et Charger. Leur fille Mohini, son fils Langru et B2 ont également maintenu la tradition familiale de se laisser fréquemment observer et de se déplacer à proximité de jeeps touristiques.
- Mohini, est devenu dominante à la mort de Sita. Elle s'est accouplée avec Mahaman, mais elle est morte plus tard de blessures à la suite d'un accident de jeep.
- B2 : Charger est mort en 2000 et son corps a été enterré à Point Charger, zone où il avait été mis à l'abri sur ses vieux jours. Entre 2003 et 2006, beaucoup de ses descendants ont eu une fin malheureuse. B1 a été électrocuté et B3 a été tué par des braconniers. Sita a été tué par des braconniers. Après la mort de Charger, c'est don B2 qui est devenu le mâle dominant dans la forêt entre 2004 et 2007 et est à l'origine d'une nombreuse progéniture. Dans la région de Siddhababa de Bandhavgarh, il est devenu père de trois petits.
- L'un d'eux était un mâle et s'appelait Bamera. Il a été aperçu en 2008 et a pris la succession comme mâle dominant de Bandhavgarh. En novembre 2011, B2 est décédé. L'autopsie menée par les fonctionnaires établie qu'il serait mort de mort naturelle, mais beaucoup d'autres professionnels disent qu'il a été blessé par les villageois d'un des villages de la zone tampon.
- Yeux bleus et Mukunda sont actuellement respectivement les mâles dominants de la zone de Magdhi et de Khitauli.
- Les femelles les plus fréquemment vues sont Rajbehra, Mirchaini, Banbehi, Sukhi Pattiya et Damdama. Il y a aussi quelques tigrillons qui sont soit au stade sub-adulte, soit entrés dans l'âge adulte et sont des solitaires.

La dynastie royale de Bandhavgarh
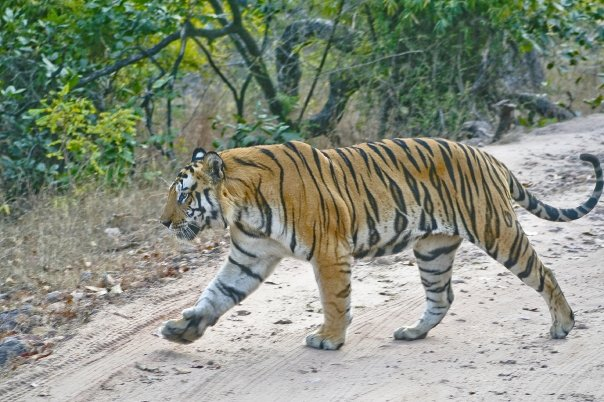
« B2 » seigneur de Bandhavgarh.
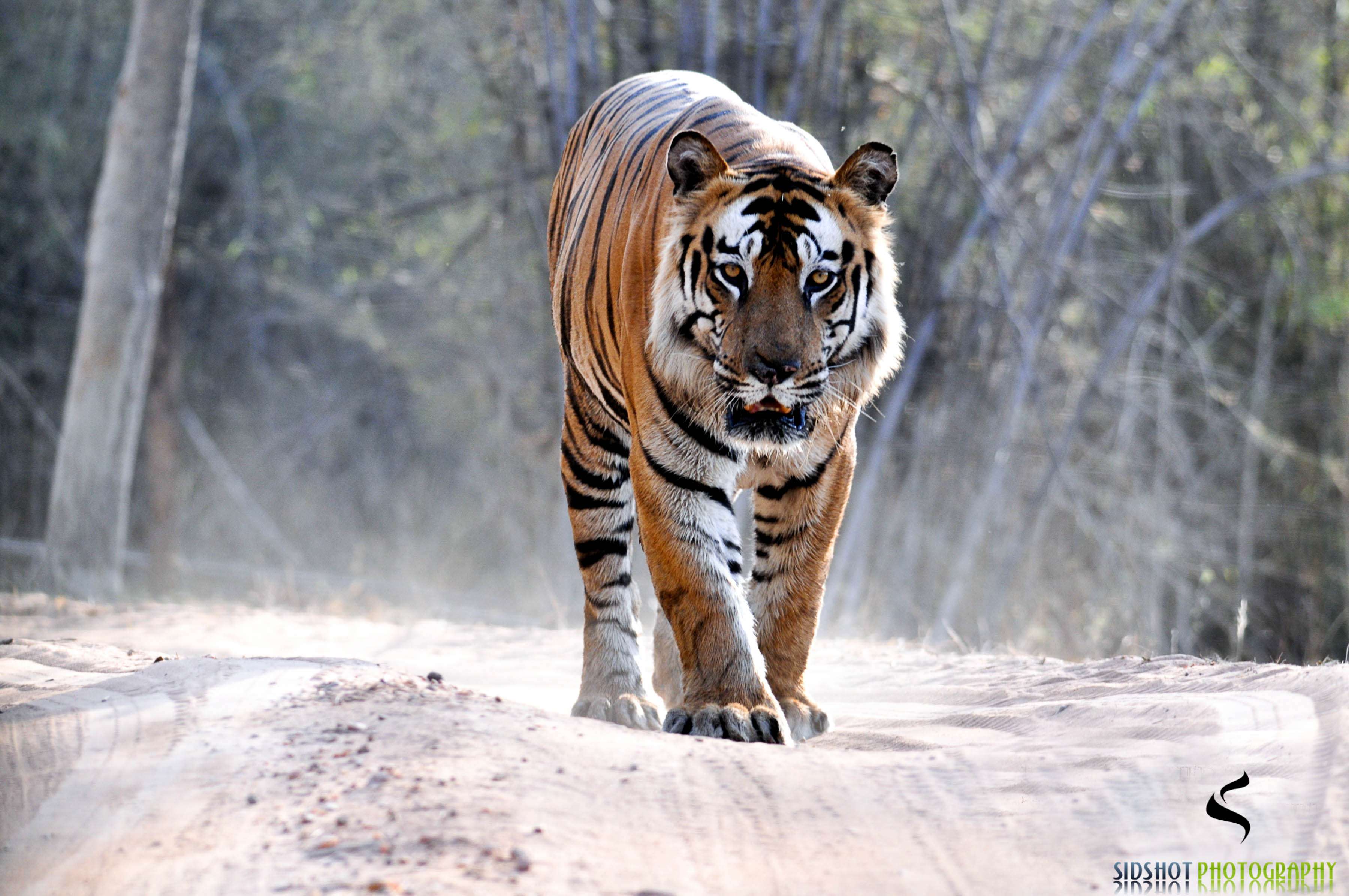
« Bamera » son successeur.
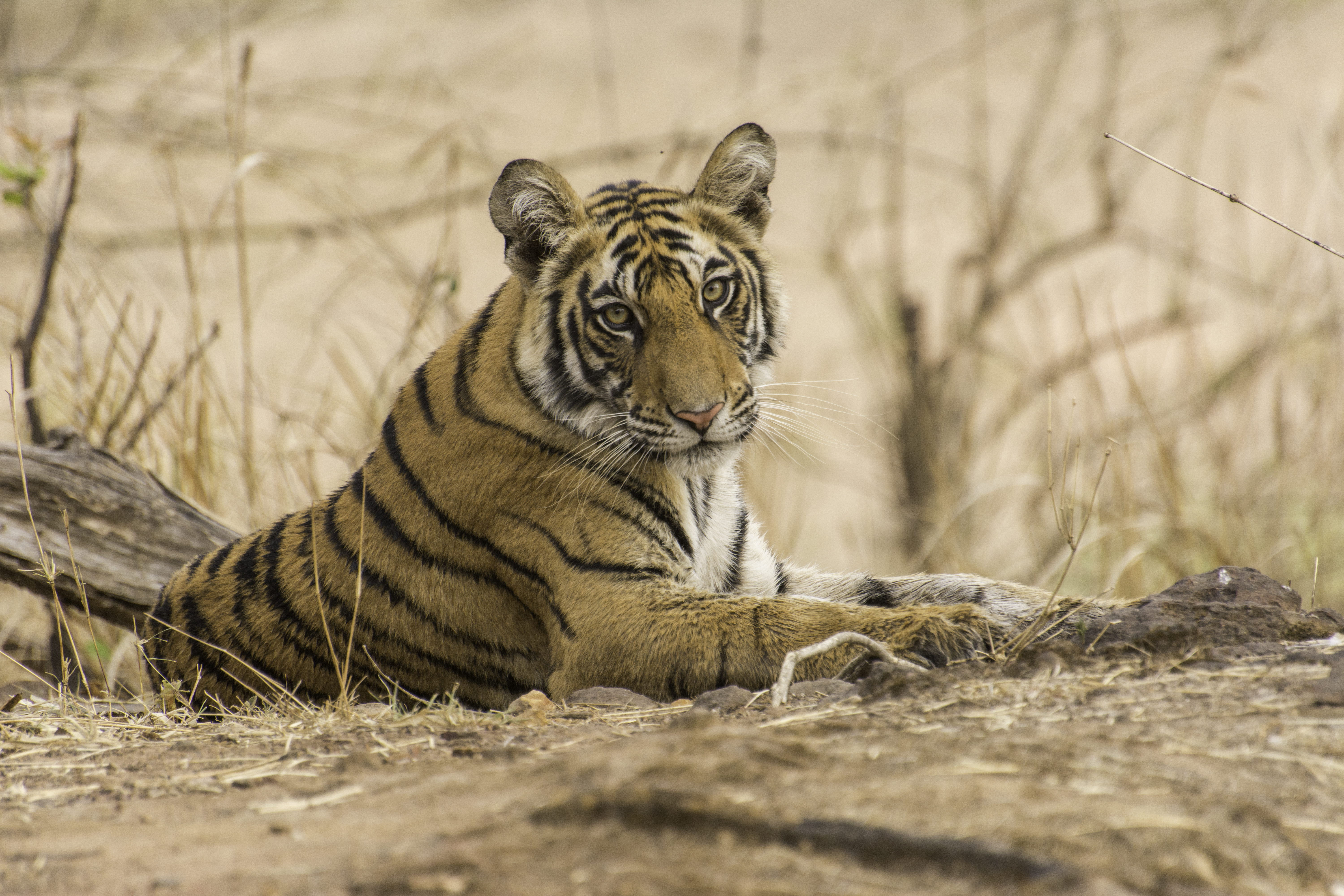
La princesse « Sukhi Pattiya ».
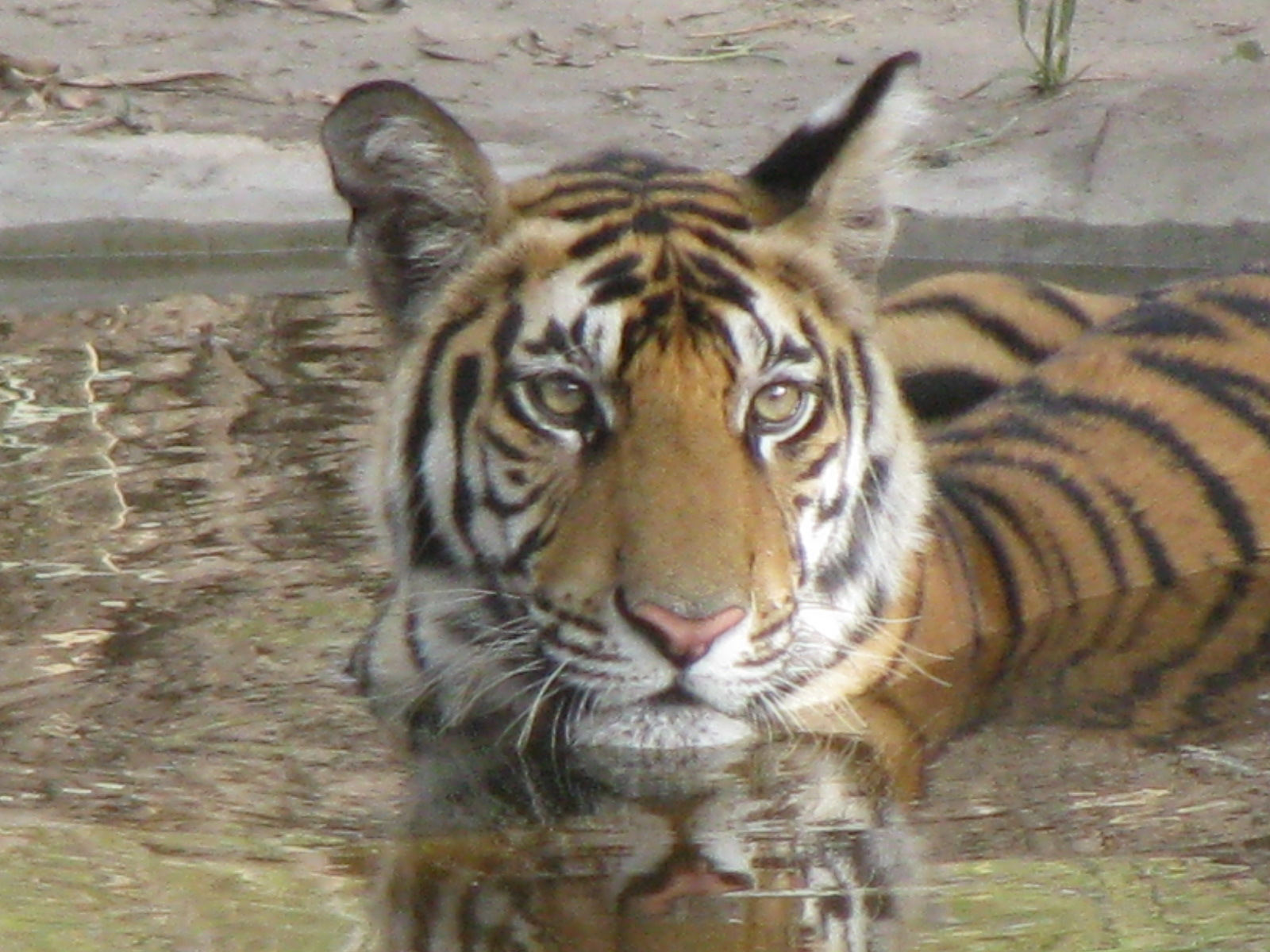
Jeune tigre au bain.

### Réintroduction du gaur
Le parc national de Bandhavgarh avait une petite population de gaurs, mais tous sont morts d'une maladie du bétail. 
Un projet de réintroduction des gaurs portant sur le déplacement de certains gaurs du parc national de Kanha vers Bandhavgarh a été mis en œuvre. 50 animaux ont été déplacés à l'hiver 2012. 
Ce projet a été exécuté par le Madhya Pradesh Forest department, le Wildlife Institute of India, Taj Safaris (un groupe hôtelier) et Conservation Corporation of Africa (un organisateur de safari) pour la collaboration technique.

### Les oiseaux
Le parc est reconnu zone importante pour la conservation des oiseaux depuis 2003. 
- Liste des oiseaux typiques et particuliers du parc national de Bandhavgarh :

| - Perruche à tête prune - Green-headed barbet - Grive à tête orange - Barbu à tête brune - Barbu à plastron rouge - Martin triste - Perruche alexandre - Calao de Gingi - Pigeon biset - Corbeau familier - Corneille noire - Aigrette garzette - Héron garde-bœufs - Grande Aigrette - Drongo royal - Crabier de Gray - Bécassine des marais - Échasse blanche - Vanneau indien - Paon bleu - Grand Coucal - Shama dayal - Rollier indien - Pseudotraquet indien | - Huppe fasciée - Malcoha sirkir - Corbeau à gros bec - Rhipidure à grands sourcils - Pic mahratte - Témia vagabonde - Marabout chevelu - Zostérops oriental - Pipit à dos olive - Tourterelle tigrine - Martin-chasseur de Smyrne - Hirondelle striolée - Dendrocygne siffleur - Martin-pêcheur d'Europe - Cigogne noire - Guêpier d'Orient - Drongo à raquettes - Bulbul à ventre rouge - Vautour indien - Pic à coiffe grise - Moineau à gorge jaune - Serpentaire bacha - Rougequeue noir - Étourneau des pagodes | - Kétoupa brun - Colombar commandeur - Calao de Malabar - Faucon crécerelle - Rhipidure à gorge blanche - Pic brun - Gobemouche saphir - Aigle huppé - Tourterelle orientale - Vautour chaugoun - Faucon crécerellette - Échenilleur de Macé - Tarier pie - Échenilleur ardoisé - Pic du Bengale - Moineau domestique - Loriot indien - Perruche à collier - Pipit rousset - Hirondelle concolore - Pie-grièche schach - Ibis noir - Cigogne épiscopale - Tourterelle turque | - Souimanga asiatique - Giant leafbird - Dicée à bec rouge - Cormoran de Vieillot - Tourterelle maillée - Hirondelle à queue blanche - Cratérope de brousse - Épervier shikra - Martin forestier - Couturière à longue queue - Tourterelle à tête grise - Vautour royal - Francolin peint - Œdicnème criard - Chevalier guignette - Aigle pomarin - Greater whistling teal - Grand Cormoran - Martin-pêcheur pie - Aigle de Bonelli - Corvus - Étourneau pie |

Plusieurs centaines d'espèces d'oiseaux
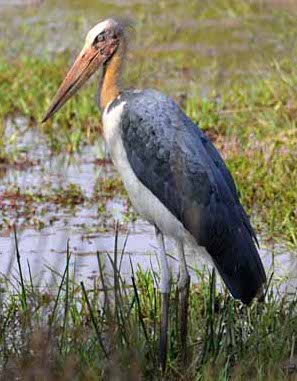
Marabout chevelu.
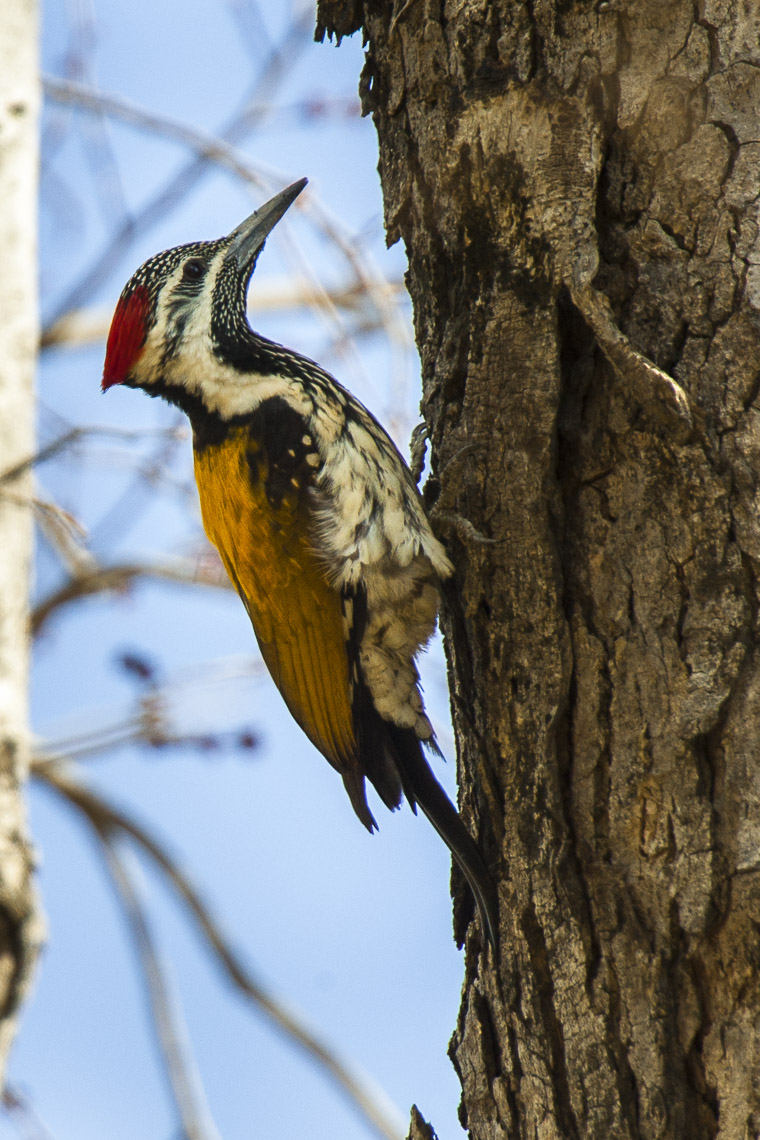
Pic du Bengale.
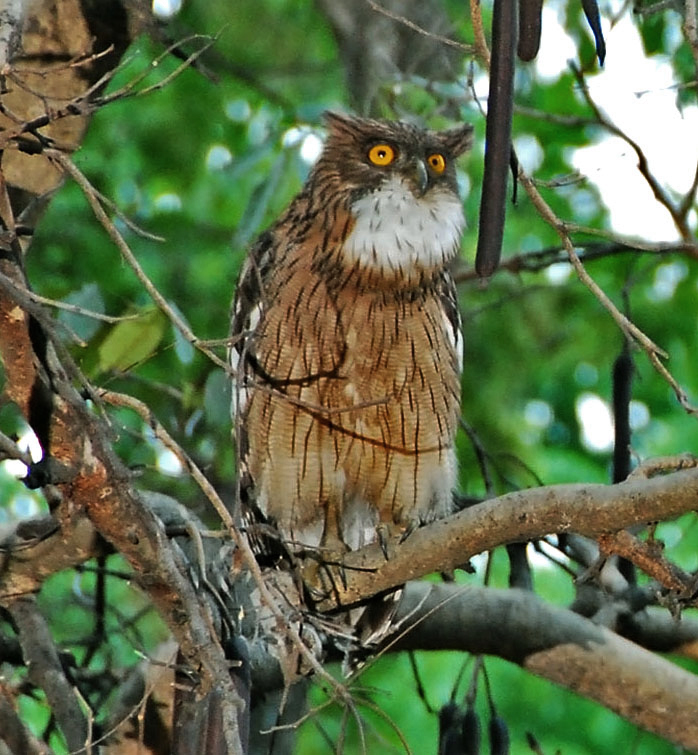
Kétoupa brun.
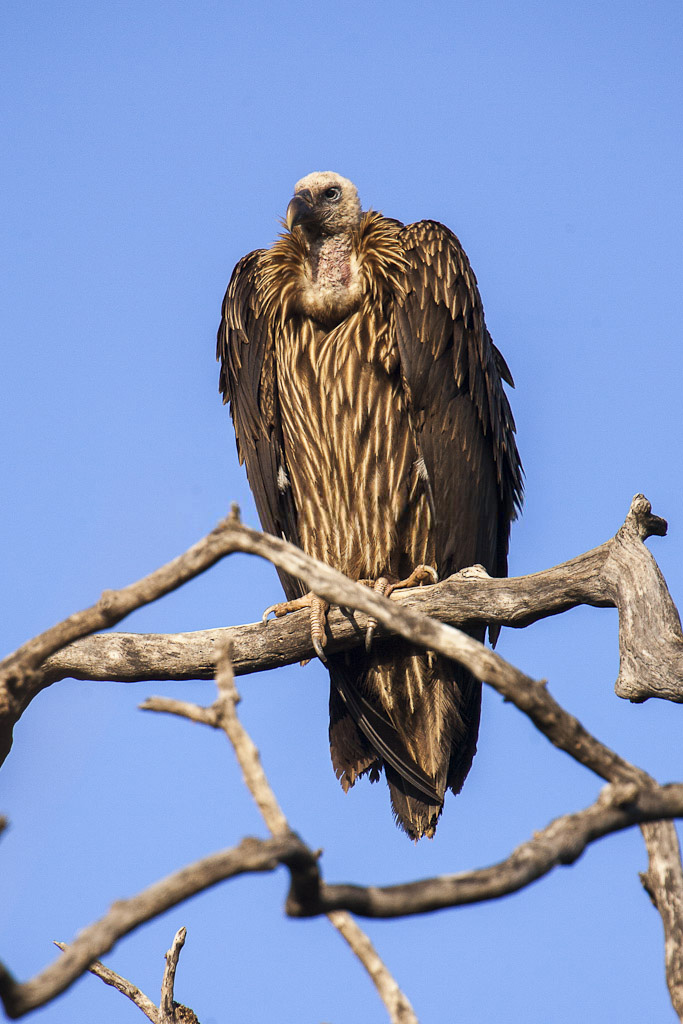
Vautour indien.
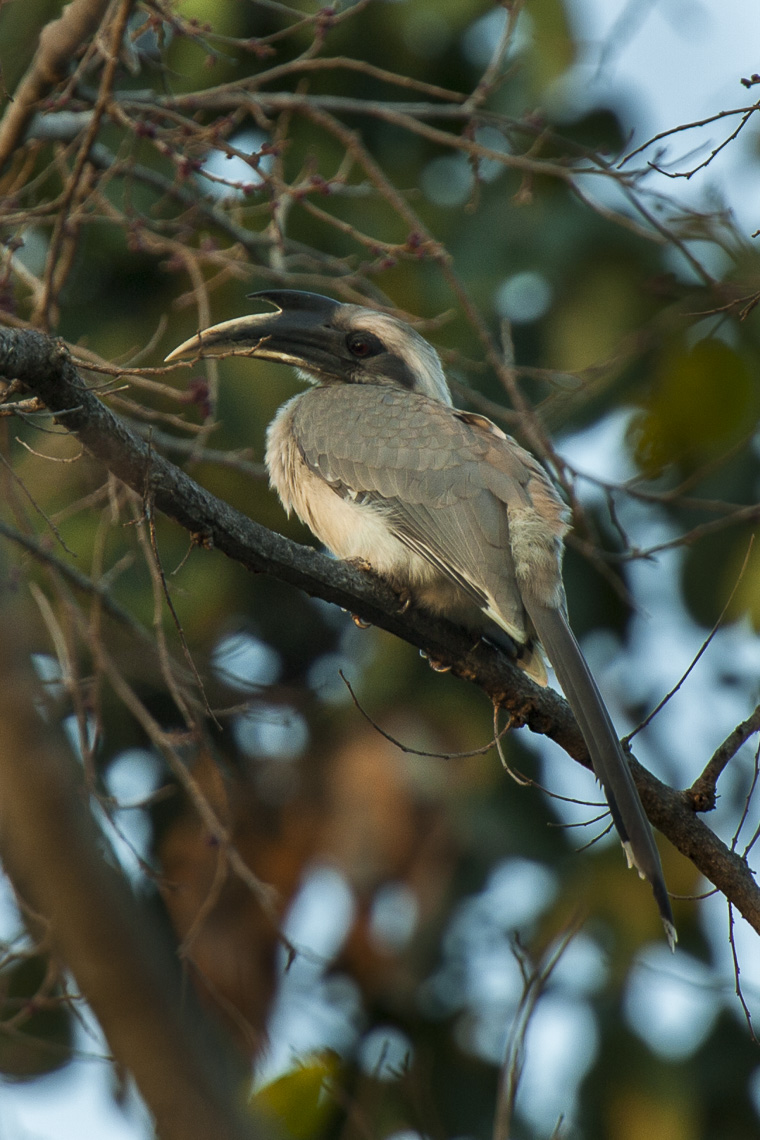
Calao de Gingi.
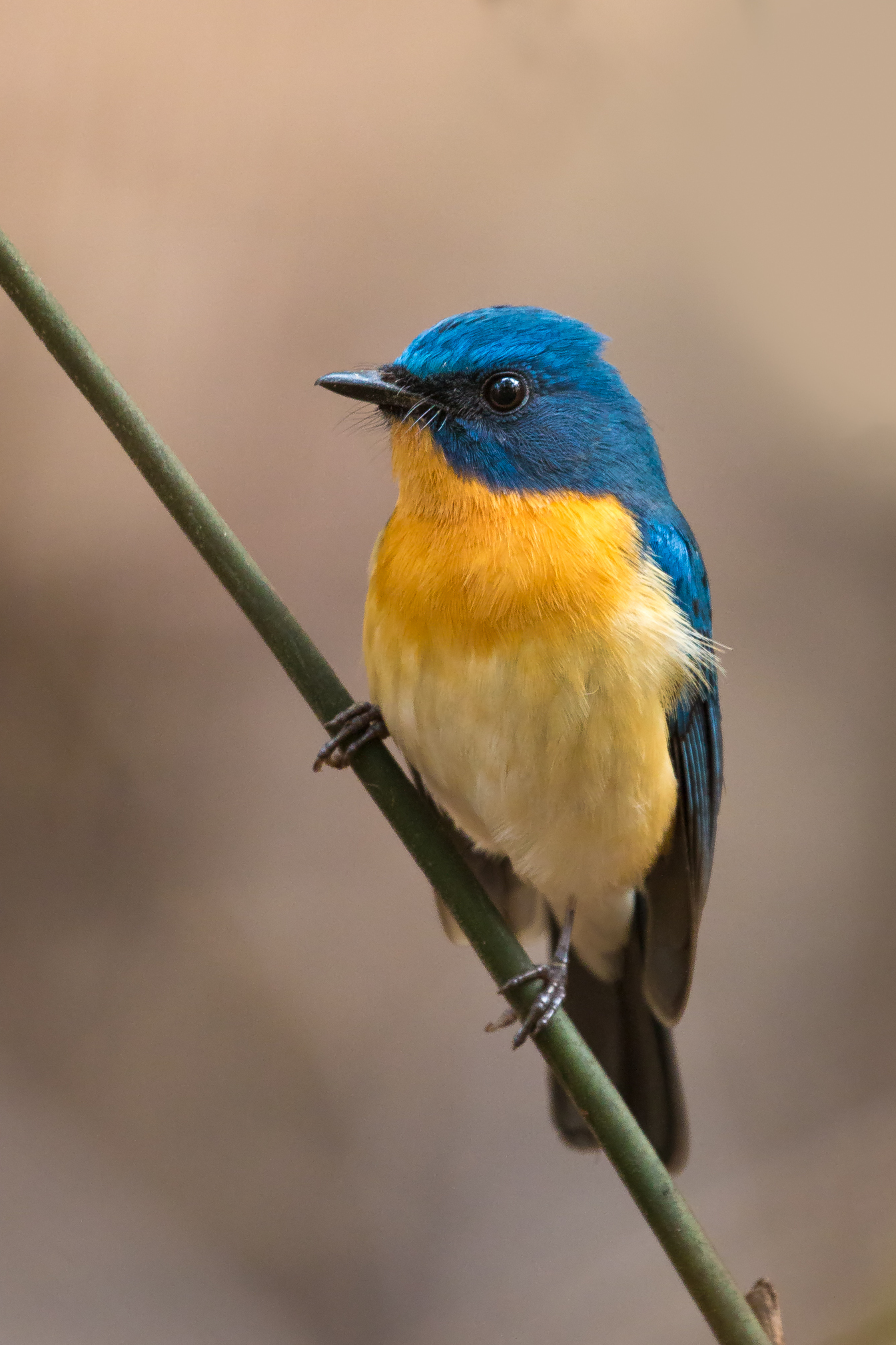
Gobemouche de Tickell.

## Accès
Aérien : Bandhavgarh n'a pas d'aéroport pour les vols ordinaires, mais Jabalpur la ville la plus proche a une bonne connectivité aérienne avec les grandes villes de l'Inde. Des vols privés peuvent atterrir à proximité de Bandhavgarh à Umaria.
Rail : Katni et Umaria sont deux grandes gares ferroviaires avec une bonne connectivité vers le reste du pays.